# Septième gouvernement de l'État espagnol
Royaume d'Espagne
Franco VI Franco VIII
Le Septième gouvernement de l'État espagnol (Séptimo gobierno del Estado español) était le gouvernement du royaume d'Espagne, du 16 février 1956 au 25 février 1957.

## Composition
| Poste                                              | Titulaire                        |
| -------------------------------------------------- | -------------------------------- |
| Président du gouvernement                          | Francisco Franco                 |
| Ministres                                          |                                  |
| Ministre des Affaires étrangères                   | Alberto Martín-Artajo            |
| Ministre de la Justice                             | Antonio Iturmendi                |
| Ministre de l'Armée de terre                       | Agustín Muñoz Grandes            |
| Ministre de l'Armée de l'air                       | Eduardo González-Gallarza        |
| Ministre de la Marine                              | Salvador Moreno Fernández        |
| Ministre de l'Industrie                            | Joaquín Planell                  |
| Ministre du Commerce                               | Manuel Arburúa de la Miyar       |
| Ministre du Gouvernement                           | Blas Pérez González              |
| Ministre de la Présidence                          | Luis Carrero Blanco              |
| Ministre des Travaux publics                       | Fernando Suárez de Tangil        |
| Ministre de l'Agriculture                          | Rafael Cavestany de Anduaga      |
| Ministre du Travail                                | José Antonio Girón de Velasco    |
| Ministre de l'Éducation                            | Jesús Rubio García-Mina          |
| Ministre des Finances                              | Francisco Gómez de Llano         |
| Ministre de l'information et du tourisme           | Gabriel Arias-Salgado y de Cubas |
| Ministre, secrétaire général du Mouvement national | José Luis Arrese                 |